# 南阿尔沃拉达
南阿尔沃拉达是巴西巴拉那州的一个市镇。总面积424.245平方公里，总人口9262人，人口密度21.8人/平方公里。